# بريغهام هنري روبرت
بريغهام هنري روبرت (بالإنجليزية: B. H. Roberts)‏ (و. 1857 – 1933 م) هو روائي، وسياسي أمريكي، كان عضوًا في الحزب الديمقراطي، توفي في سولت ليك سيتي، عن عمر يناهز 76 عاماً، بسبب السكري.

## مناصب
تولى منصب عضو مجلس النواب الأمريكي
.

## التعليم
تعلم في جامعة يوتا
.